# Ho Yi
Ho Yi, también conocido como Ho Yi Wong (黃浩義) (pinyin: Huáng Hào Yì; nacido en 1956), es un actor, director, dramaturgo y productor chino de origen hongkonés. Él ha vivido y trabajado en el Reino Unido.

## Carrera
Ho Yi ha aparecido junto a Brad Pitt y Robert Redford en Spy Game (interpretando a un carcelero) y a Pierce Brosnan en la película de James Bond, Die Another Day (como el Sr. Chang). Mientras residía en el Reino Unido, también apareció en la serie de televisión Thief Takers y el largometraje The Secret Laughter of Women con Colin Firth.
En mayo de 2000, Ho Yi apareció, por toda una primera temporada, en la producción del West End de Londres del musical de Rodgers y Hammerstein El rey y yo, con Elaine Paige.

## Filmografía selecta
- Victory (1996)
- The Secret Laughter of Women (1999)
- Spy Game (2001)
- Die Another Day (2002)